# Sung Ji-ru
Sung Ji-ru (en hangul, 성지루; nacido el 16 de octubre de 1968) es un actor surcoreano.

## Filmografía

### Televisión
| Año     | Título                                 | Personaje               | Canal        | Notas                     |
| ------- | -------------------------------------- | ----------------------- | ------------ | ------------------------- |
| 2003    | Ang-sook                               |                         | SBS          |                           |
| 2003    | Fairy and Swindler                     | Min Jae-soo             | SBS          |                           |
| 2004    | Into the Storm                         | Gong Soo-chang          | SBS          |                           |
| 2004    | Miss Kim's Million Dollar Quest        | Jo Min-ho               | SBS          |                           |
| 2006    | Special of My Life                     | Baek Dong-koo           | MBC          |                           |
| 2007    | Time Between Dog and Wolf              | Byun Dong-suk           | MBC          |                           |
| 2008    | Lobbyist                               | Yoo Sung-shik           | SBS          |                           |
| 2008    | Star's Lover                           | Seo Tae-suk             | SBS          |                           |
| 2010    | Obstetrics and Gynecology Doctors      | Joon-suk                | SBS          | (invitado, episodios 4-5) |
| 2010    | Becoming a Billionaire                 | Woo Byung-doo           | KBS2         |                           |
| 2010    | Chosun Police Season 2                 | Choi Do-gon             | MBC Dramanet |                           |
| 2011    | Detectives in Trouble                  | Nam Tae-shik            | KBS2         |                           |
| 2011    | Warrior Baek Dong-soo                  | Hwang Jin-gi            | SBS          |                           |
| 2011    | Lights and Shadows                     | Shin Jung-goo           | MBC          |                           |
| 2012-13 | Rude Miss Young-ae - Season 11         | Sung Ji-ru              | tvN          |                           |
| 2013    | King of Ambition                       | Uhm Sam-do              | SBS          |                           |
| 2013    | Special Affairs Team TEN - Season 2    | Ma Seok-gi              | OCN          | (episodios 11-12)         |
| 2013    | Goddess of Fire                        | Shim Jong-soo           | MBC          |                           |
| 2013    | The King's Daughter, Soo Baek-hyang    | Dae-woon                | MBC          |                           |
| 2013    | Drama Special "My Dad Is a Nude Model" | Tae-joong               | KBS2         |                           |
| 2014    | A Witch's Love                         | Seguridad               | tvN          | (cameo, episodios 1-2)    |
| 2014    | You're All Surrounded                  | Lee Eung-do             | SBS          |                           |
| 2014    | Dr. Frost                              | Nam Tae-bong            | OCN          |                           |
| 2014    | Righteous Love                         |                         | tvN          | (cameo)                   |
| 2015    | Assembly                               | Byun Sung-ki            | KBS2         |                           |
| 2016    | Monster                                | Go Joo-tae              | MBC          | invitado                  |
| 2016    | Second To Last Love                    | Dok Go-bong             | SBS          |                           |
| 2017    | A Korean Odyssey                       | Soo Bo-ri               | tvN          |                           |
| 2018    | Sweet Revenge 2                        | padre de Oh Ji-na       | tvN          |                           |
| 2018    | Ms. Ma, Nemesis                        | Jo Chang-gil            | SBS          |                           |
| 2019    | Goo Hae-ryung, la historiadora novata  | Heo Sam-bo              | MBC          |                           |
| 2020    | Kairos                                 | Padre de Kang Hyun-chae | MBC          | ep. 6                     |
| 2020    | The Uncanny Counter                    | Jang Cheol-joong        | OCN          | ep. 1                     |
| 2021    | Penthouse: War In Life 3               | Oh Man-sik              | SBS          | ep. 3, 6                  |
| 2021-22 | Bad and Crazy                          | Bong-pil                | tvN          |                           |
| 2022    | Insider                                | Heo Sang-soo            | jTBC         | [ 8 ]                     |
| 2024    | Wonderful World                        | Han Sang                | MBC          | [ 9 ]                     |

### Cine
| Año  | Título                         | Personaje              |
| ---- | ------------------------------ | ---------------------- |
| 1994 | Sado Sade Impotence            |                        |
| 2001 | Tears                          | Yong-ho                |
| 2001 | Kick the Moon                  |                        |
| 2002 | A.F.R.I.K.A.                   |                        |
| 2002 | Public Enemy                   |                        |
| 2002 | Break Out                      | Man-soo (cameo)        |
| 2002 | Marrying the Mafia             | Jang Seok-tae          |
| 2002 | The Hidden Princess            |                        |
| 2002 | H                              | Detective Park         |
| 2003 | My Teacher, Mr. Kim            | Chun-shik              |
| 2003 | Memories of Murder             |                        |
| 2003 | Crazy First Love               |                        |
| 2003 | A Good Lawyer's Wife           |                        |
| 2003 | Spring Breeze                  | (cameo)                |
| 2005 | A Bold Family                  |                        |
| 2006 | The Customer is Always Right   | Ahn Chang-jin          |
| 2007 | Paradise Murdered              | Han Choon-bae          |
| 2008 | Forever the Moment             | Jin-gook (cameo)       |
| 2008 | Santamaria                     | Shin Ho-cheol          |
| 2008 | Scandal Makers                 | Lee Chang-hoon (cameo) |
| 2009 | If You Were Me 4               |                        |
| 2010 | No Mercy                       | Yoon Jong-kang         |
| 2010 | Le Grand Chef 2: Kimchi Battle | Yeo-sang (invitado)    |
| 2010 | Secret Love                    | Inn owner (invitado)   |
| 2010 | Happy Killers                  | Taxi driver (cameo)    |
| 2011 | Children                       | padre de Jung-ho       |
| 2011 | Sunny                          | abogado de Ha Chun-hwa |
| 2013 | Fists of Legend                | Seo Kang-gook          |
| 2014 | Red Carpet                     | CEO (cameo)            |
| 2014 | Big Match                      | Booker (invitado)      |

## Premios y nominaciones
| Año  | Premio                       | Categoría                                                        | Trabajo nominado      | Resultado |
| ---- | ---------------------------- | ---------------------------------------------------------------- | --------------------- | --------- |
| 2003 | Premios de drama SBS         | Premio a la Excelencia, Mejor Actor en un cortometraje de drama. | Ang-sook              | Ganador   |
| 2007 | 28th Blue Dragon Film Awards | Mejor actor de reparto                                           | Paradise Murdered     | Nominado  |
| 2007 | 6º Premios del Cine Coreano  | Mejor actor de reparto                                           | Paradise Murdered     | Ganador   |
| 2014 | Premios de drama SBS         | Premio Especial, Actor en un Drama Especial.                     | You're All Surrounded | Nominado  |